# L'Hermenault

L'Hermenault este o comună în departamentul Vendée, Franța. În 2009 avea o populație de 841 de locuitori.